# María Stoopen
María Stoopen Galán (12 de septiembre de 1940) es una escritora y ensayista mexicana. Sus investigaciones se centran en el estudio de la obra de Miguel de Cervantes Saavedra y su Quijote, así como teoría literaria.

## Biografía
Estudió Lengua y Literatura Hispánicas en la Facultad de Filosofía y Letras de la Universidad Nacional Autónoma de México (UNAM), una maestría en Desarrollo Humano en la Universidad Iberoamericana y el doctorado en Literatura española en la UNAM, nuevamente.

## Obras
- 2005 - Los autores, el texto, los lectores en el Quijote (Literary Criticism)

## Premios
- 1982 - Premio Nacional de Ensayo Literario José Revueltas
- 2011 - Distinción Universidad Nacional en el área de Investigación de Humanidades